# Azadoneros
En el ámbito militar, los azadoneros era un instituto de ingenieros unido a la artillería en sus primeros tiempos para los trabajos de trinchera y gastador en general. 
Aunque disuelto o creado según la necesidad, todavía en 1591 el capitán general de artillería Juan de Acuña Vela formó el ejército de Aragón un cuerpo de 1500 azadoneros. 

con estos salieron 200 gastadores, azadoneros que dio el duque de Milán... (Sandoval, Historia de Carlos V, lib. 12)